# David Zec
David Zec, né le 5 janvier 2000 à Kranj en Slovénie, est un footballeur international slovène qui joue au poste de défenseur central au Holstein Kiel.

## Biographie

### Carrière en club
Formé au NK Triglav Kranj, il y fait ses débuts professionnels et participe à deux matchs lors du titre de champion de deuxième division slovène. Il découvre la première division l'année suivante et aide le club à se maintenir après un barrage aller retour contre le NŠ Drava Ptuj.
Il quitte son pays natal pour rejoindre le Benfica Lisbonne B, équipe réserve du Benfica Lisbonne avant d'être prêté en Ukraine au Rukj Lviv et de retrouver son pays pendant en rejoignant le NK Celje en 2021 et avec qui il porte le brassard de capitaine et remporte le titre de champion de Slovénie en 2024 après avoir été vice-champion l'année précédente.
Zec signe le 24 décembre 2024 au Holstein Kiel, club de première division allemande. C'est sa première expérience dans un des cinq grands championnats.

### Carrière internationale
Passé par les différentes catégorie jeunes de la Slovénie, David Zec honore sa première sélection senior début 2024 lors d'un amical face aux États-Unis. Il dispute l'intégralité de la rencontre qui se solde par une victoire un à zéro.

## Statistiques

### Statistiques en club
| Saison                | Club                  | Championnat           | Championnat | Championnat | Championnat | Coupe(s) nationale(s) | Coupe(s) nationale(s) | Coupe(s) nationale(s) | Compétition(s) continentale(s) | Compétition(s) continentale(s) | Compétition(s) continentale(s) | Compétition(s) continentale(s) | Total | Total | Total |
| Saison                | Club                  | Division              | M.          | B.          | P.d.        | M.                    | B.                    | P.d.                  | Comp.                          | M.                             | B.                             | P.d.                           | M.    | B.    | P.d.  |
| 2016-2017             | NK Triglav Kranj      | 2. SNL                | 2           | 1           | 0           | -                     | -                     | -                     | -                              | -                              | -                              | -                              | 2     | 1     | 0     |
| 2017-2018             | NK Triglav Kranj      | 1. SNL                | 29+2        | 0+1         | 0+0         | -                     | -                     | -                     | -                              | -                              | -                              | -                              | 31    | 1     | 0     |
| Sous-total            | Sous-total            | Sous-total            | 33          | 2           | 0           | -                     | -                     | -                     | -                              | -                              | -                              | -                              | 33    | 2     | 0     |
| 2018-2019             | Benfica Lisbonne B    | Segunda Liga          | 7           | 0           | 0           | -                     | -                     | -                     | -                              | -                              | -                              | -                              | 7     | 0     | 0     |
| 2019-2020             | Benfica Lisbonne B    | Segunda Liga          | 2           | 0           | 0           | -                     | -                     | -                     | -                              | -                              | -                              | -                              | 2     | 0     | 0     |
| Sous-total            | Sous-total            | Sous-total            | 9           | 0           | 0           | -                     | -                     | -                     | -                              | -                              | -                              | -                              | 9     | 0     | 0     |
| 2020-2021             | Rukh Lviv (prêt)      | Premier-Liha          | 9           | 0           | 0           | -                     | -                     | -                     | -                              | -                              | -                              | -                              | 9     | 0     | 0     |
| 2021-2022             | NK Celje              | 1. SNL                | 29          | 4           | 0           | 3                     | 0                     | 0                     | -                              | -                              | -                              | -                              | 32    | 4     | 0     |
| 2022-2023             | NK Celje              | 1. SNL                | 34          | 2           | 1           | 3                     | 0                     | 0                     | -                              | -                              | -                              | -                              | 37    | 2     | 1     |
| 2023-2024             | NK Celje              | 1. SNL                | 33          | 2           | 1           | 1                     | 0                     | 0                     | C4                             | 6                              | 0                              | 0                              | 40    | 2     | 1     |
| 2024-2025             | NK Celje              | 1. SNL                | 14          | 2           | 0           | 1                     | 0                     | 0                     | C1+C3+C4                       | 4+2+7                          | 0+0+2                          | 1+0+0                          | 28    | 4     | 1     |
| Sous-total            | Sous-total            | Sous-total            | 110         | 10          | 2           | 8                     | 0                     | 0                     | -                              | 19                             | 2                              | 1                              | 137   | 12    | 3     |
| 2024-2025             | Holstein Kiel         | Bundesliga            | 18          | 2           | 0           | -                     | -                     | -                     | -                              | -                              | -                              | -                              | 18    | 2     | 0     |
| Total sur la carrière | Total sur la carrière | Total sur la carrière | 179         | 14          | 2           | 8                     | 0                     | 0                     | -                              | 19                             | 2                              | 1                              | 206   | 16    | 3     |

## Palmarès
- Champion de Slovénie en 2024 avec le NK Celje
- Champion de Slovénie D2 en 2017 avec le NK Triglav Kranj